# 蘭登 (新罕布什爾州)
蘭登（英語：Langdon）是一個位於美國新罕布什爾州沙利文縣的鎮。

## 人口
根據2020年美國人口普查的數據，蘭登的面積為42.30平方千米，當中陸地面積為42.10平方千米，而水域面積為0.20平方千米。當地共有人口651人，而人口密度為每平方千米15人。